# 両替
両替（りょうがえ）は、異種の通貨間であるいは同一通貨で異なる単位の紙幣・硬貨を交換すること。法的には売買契約の性質と交換契約の性質を併せ持った一種の混合契約と理解されている。両替をビジネスとして行う者を両替商と呼ぶ。
日本円と米ドルの交換など他通貨（外貨）との交換は、特に「外貨両替（がいかりょうがえ）」と呼ばれる。

## 概要
貨幣経済が発達すると、同一国内でも地域によって別種類の貨幣が用いられたり、近隣の国々の貨幣が自国に流入する場合が発生した。こうした複数の価値体系を持つ通貨間の交換を行うための両替の必要性が発生した。また、異なる価値体系下にある通貨の授受を受けた場合に、一般人ではその真贋・品位の判定を行うことは困難であり、専門家の協力を必要とした。更に貨幣の流通量に応じて交換比率は変動して貨幣相場が形成されることとなる。このために、貨幣を「商品」として扱う専門の商人・両替商が必要とされ、世界各地で類似の職業が登場した。
日本語における「両替」の語源は近世に砂金、練金などの金地金を鑑定して秤量銀貨に引き替えるという南鐐替（なんりょうがえ）、あるいは量目替（りょうめがえ）であるとされる。また江戸時代に両替商で、「一両小判を、丁銀および豆板銀（銀六十匁前後）、または一文銭（銭四貫文前後）に換（替）えた」ことに由来するとする説もある。
日本では、国際空港や銀行を除いて外貨を取り扱うことがほとんどないため、日本円相互の交換を指すことが多いが、他の国では外貨両替を指すことも多い。とくに大都市や観光地では、外国人旅行者相手の外貨の両替を業とする両替商が少なからず存在する。
なお、両替時には取扱いの利便を図るため、硬貨をバラにせず同一金種の一定枚数（日本の硬貨の場合、通常は50枚）をセロハンで巻いて棒状にした包装硬貨（棒金）という形に両替されることも多い。

## 同一通貨間の両替
同一通貨の場合は、1万円札を1000円札10枚に交換するなど、等価のより小さい単位の通貨に変更することが多い。この場合「（お金を）崩す」、「（お金を）細かくする」ともいう。
昭和後期ごろまでは、東京駅や上野駅のような大きな駅の構内には1 - 5 %程度の手数料で高額紙幣から小額の通貨に（日本円間の）両替を行う両替所が存在した。一方、日本の金融機関は窓口において無料で同一通貨間の両替を行っていたが、2000年代に入ると同一通貨間の両替においても手数料を徴収するところが増加している。

## 外貨両替
銀行や両替商での外貨両替は、報道で報じられる為替レートに対して1 - 5 %ほどの手数料（コミッション）を加算していることが多い。円からドルに両替を行う場合も、ドルから円に両替を行う場合も手数料が必要になる。一部の免税店の支払いシステム（支払いは外貨で出来るが釣り銭は自国の通貨）などを利用して手数料無しで両替する手法もある。

## パチンコの景品交換
パチンコ店でゲームの結果客が獲得した玉またはメダルを、店外の景品交換所で現金と替えることができる特殊景品に交換し、最終的に現金化する行為も両替と呼ばれる。

## 両替が扱われる小説
「五十円玉二十枚の謎」は、50円玉20枚を、書店に毎週逆両替しにくる人物をめぐる小説。若竹七海が経験した実話が創作の起点になっている。